# Gare Léopold
La Gare Léopold est une gare routière belge située dans le centre de Liège, rue Léopold. Elle fait partie du réseau TEC Liège-Verviers, qui gère les transports en commun dans les villes et agglomérations de Liège et Verviers, ainsi que toute la Province de Liège. La Gare Léopold accueille les terminus des lignes 10, 13, 60, 67, 68, 69 et 76 du TEC Liège-Verviers, et permet donc de relier le centre de Liège avec Herstal, Beyne-Heusay, Fléron, Grivegnée, Droixhe, Jupille, la Clinique Notre-Dame des Bruyères (faisant partie du CHU de Liège), Dalhem, Visé, Soumagne, Grand-Rechain, Verviers et Bassenge.
Depuis le 1er août 2022, les lignes 5, 6, 7, 24 et 78 (desservant notamment Herstal, Cheratte, Oupeye, le Thier-à-Liège, Vottem et Maastricht aux Pays-Bas) effectuent leur terminus dans cette zone uniquement le dimanche jusqu'à 18 heures (car la tenue du marché de la Batte les oblige à dévier de leur itinéraire normal) en raison des travaux liés au tramway de Liège dans les rues adjacentes à la rue Léopold.
À partir du 28 avril 2025, seules les lignes 10 vers Fléron et 13 vers Grivegnée (renumérotées respectivement en 4 et 24) conservent leur terminus à la Gare Léopold.